# 克列克人
克列克人（俄语：Кере́ки）是俄羅斯的古亞洲民族之一。根據1897年俄羅斯的人口普查有102人為克列克族。2002年的人口普查有8人登記為克列克族。根據2010年俄羅斯的人口普查中，只有4人登記註冊為克列克族。於白令海的楚科奇自治區為據點，在二十世紀中，克列克族幾乎完全融入了楚科奇人。

## 語言
他們的傳統語言是克列克語，但現今已經不再有人去使用。克列克族的後代僅使用楚科奇語和俄語為溝通語言。該克里克語言，屬於楚科奇－堪察加語系一種（也包含在古西伯利亞語言在內），接近於科里亞克語，且往往被认为是后者的方言之一。

## 生活方式
依歷史上看，克列克族人從事捕魚以及狩獵野生鹿與山綿羊。他們亦維持以雪橇犬為交通工具以及採集海洋哺乳類動物的皮毛。從事的宗教為薩滿教。

## 逸事
從電視劇《戰士》中Amadu Mamadakov演飾之瓦古達金士兵（第1至5與第12集），所以通常被認為是楚科奇人，稱自己是克雷庫。

## 資料文獻

### 資料
1. ↑  Russian Census 2010: Population by ethnicity 的存檔，存档日期2012-04-24. （俄文）

### 文獻
- Леонтьев В. В. По земле древних кереков. Магадан, 1976.
- Леонтьев В. В. Этнография и фольклор кереков. М., 1983.
- Шнакенбург Н. Б. Нымыланы-кэрэки // Советский Север, 1939, № 3.
- . . М.: Топ-книга, Феория, Дизайн. Информация. Картография. 2007. ISBN 5-287-00413-3 （俄语）.
- . . М.: Дизайн. Информация. Картография. 2010. ISBN 978-5-287-00718-8 （俄语）.

## 外部連結
- 俄羅斯帝國民族的紅皮書 -- 克列克族 （页面存档备份，存于）